# Zygmunt Pistl
Zygmunt Pistl (ur. 17 maja 1897 w Przemyślu, zm. 20 listopada 1981 w Londynie) – pułkownik dyplomowany pilot Polskich Sił Powietrznych w Wielkiej Brytanii.

## Życiorys
Urodził się 17 maja 1897 w Przemyślu. Ukończył 4 klasową c.k. Niższą Wojskową Szkołę Realną w Łobzowie k. Krakowa. Naukę kontynuował w Szkole Realnej w Jarosławiu, gdzie ukończył 5 klasę. W latach 1912–1915 uczęszczał do Szkoły Kadetów, najpierw we Lwowie, a potem w Brnie. 15 marca 1915 roku, po ukończeniu Szkoły Kadetów, został mianowany chorążym oraz otrzymał przydział na dowódcę plutonu w c. i k. 70 pułku piechoty. Od 3 maja tego samego roku był już dowódcą kompanii. 2 września 1915 roku został ranny. 30 października 1915 roku, po opuszczeniu szpitala, ponownie został dowódcą kompanii marszowej. Ukończył szkołę karabinów maszynowych. Dowodził nimi na froncie w baonie szturmowym 34 Dywizji Piechoty. Od 1 października 1917 roku do 4 października 1918 roku był adiutantem baonu szturmowego. Na stopień podporucznika został mianowany ze starszeństwem z 1 września 1915, a na stopień porucznika ze starszeństwem z 1 sierpnia 1917. W latach 1916–1918 jego oddziałem macierzystym był Batalion Strzelców Polnych Nr 14.
23 października 1919 roku został przyjęty do Wojska Polskiego. W stopniu porucznika walczył w 11 pułku piechoty. Za okazane męstwo odznaczono go Krzyżem Walecznych.
28 maja 1921 roku został skierowany do Oficerskiej Szkoły Obserwatorów Lotnictwa. Szkołę ukończył jako obserwator i otrzymał przydział do 2 pułku lotniczego w Krakowie. W pułku był m.in. adiutantem II dyonu lotniczego oraz adiutantem pułku. 3 maja 1922 roku został zweryfikowany w stopniu porucznika ze starszeństwem z dniem 1 czerwca 1919 roku w korpusie oficerów aeronautycznych, a następnie mianowany kapitanem ze starszeństwem z dniem 1 lipca 1923 roku.
Od 20 sierpnia 1923 roku do października 1925 roku był dowódcą 6 eskadry wywiadowczej w Krakowie. Od 1 maja 1926 roku przebywał na kursie pilotażu w Szkole Pilotów w Bydgoszczy. W listopadzie 1926 roku powrócił do macierzystego pułku. W 1928 roku był oficerem w kadrze Centralnej Szkoły Podoficerów Pilotów Lotnictwa w Bydgoszczy. Był także wykładowcą w tamtejszym Centrum Wyszkolenia Podoficerów Lotnictwa. 7 listopada 1930 roku został dyrektorem nauk Centrum Wyszkolenia Podoficerów Lotnictwa w Bydgoszczy. Funkcję dyrektora nauk pełnił do 22 grudnia 1931 roku po czym został przeniesiony do 6 pułku lotniczego we Lwowie na stanowisko dowódcy I dywizjonu lotniczego. Został awansowany do stopnia majora aeronautyki ze starszeństwem z dniem 1 stycznia 1931 roku. Dywizjonem dowodził do listopada 1935 roku. Mianowany podpułkownikiem ze starszeństwem z dniem 19 marca 1937 roku i 7. lokatą w korpusie oficerów lotnictwa. W latach 1937–1938 był słuchaczem II Kursu Wyższej Szkoły Lotniczej w Warszawie. Od 1939 roku był zastępcą dowódcy 1 pułku lotniczego w Warszawie.
We wrześniu 1939 roku znalazł się w Rumunii, gdzie do marca 1940 roku był szefem Wydziału Informacji Polskiej Ewakuacyjnej Placówki Lotniczej w Bukareszcie. Z chwilą zakończenia akcji ewakuacyjnej wyjechał do Francji. Tam 18 marca 1940 roku otrzymał przydział do Centrum Wyszkolenia Lotniczego w Lyon-Bron na stanowisko przewodniczącego komisji segregacyjnej. Po upadku Francji ewakuował się do Wielkiej Brytanii.
Podczas II wojny światowej był oficerem Polskich Sił Powietrznych w Anglii. Wstąpił do RAF, otrzymał numer służbowy P-0475. Od 8 października 1940 roku dowodził 309 Dywizjonem Ziemi Czerwieńskiej. W 1943 roku pełnił służbę w Inspektoracie Polskich Sił Powietrznych w Londynie. Był członkiem Komisji powołanej do zbadania katastrofy lotniczej w Gibraltarze, w której zginął generał Władysław Sikorski.
Po wojnie pozostał na emigracji w Wielkiej Brytanii. Był prezesem Koła Londyn Stowarzyszenia Polskich Lotników. Zmarł 20 listopada 1981 roku w Londynie.

## Ordery i odznaczenia
- Krzyż Oficerski Orderu Odrodzenia Polski (16 maja 1975)[22]
- Krzyż Walecznych[23]
- Srebrny Krzyż Zasługi (10 listopada 1928)[24][23]
- Odznaka Pilota nr 905 (24 listopada 1926)[25]

- Srebrny Medal Zasługi Wojskowej z mieczami na wstążce Krzyża Zasługi Wojskowej (Austro-Węgry)
- Brązowy Medal Zasługi Wojskowej z mieczami na wstążce Krzyża Zasługi Wojskowej (Austro-Węgry)
- Srebrny Medal Waleczności 2 klasy (Austro-Węgry)
- Krzyż Wojskowy Karola (Austro-Węgry)[6]

- czechosłowacka Odznaka Obserwatora (1929)[26]
- rumuńska Odznaka Pilota (1929)[27]